# Fauresmith
Fauresmith ist eine Stadt in der Gemeinde Kopanong im Distrikt Xhariep der südafrikanischen Provinz Freistaat mit 1430 Einwohnern (Stand 2011). Das benachbarte Township Ipopeng hat 2198 Einwohner. Fauresmith liegt 130 Kilometer südwestlich von Bloemfontein.

## Vorgeschichte und Geschichte
Nach dem Ort wurde der Fauresmith-Komplex benannt, der als Charakteristikum relativ kleine Faustkeile aufweist.
Vor der Ankunft der Buren lebten Griqua in der Gegend. Die zugewanderten Buren gründeten 1842 Fauresmith, die zweitälteste Stadt im damaligen Oranje-Freistaat. Das Stadtrecht wurde am 13. Dezember 1859 verliehen. Der Name der Stadt setzt sich aus den Familiennamen von Philip Faure, Reverend der Niederländisch-reformierten Kirche, und Sir Harry Smith, dem Gouverneur der Kapkolonie, zusammen. Die Farmer der Stadt bauten vor allem Luzerne und Kartoffeln an.

## Verkehr
Fauresmith ist über die Straße R704 mit Koffiefontein und Trompsburg verbunden. Des Weiteren liegt die Stadt an der stillgelegten Bahnstrecke Springfontein–Koffiefontein. Die Strecke verläuft mitten auf der Hauptstraße quer durch den Ort. 1999 verkehrte hier der letzte Zug. Direkt neben dem Streckengleis wurde auf der Hauptstraße eine Denkmallokomotive aufgestellt. Es handelt sich dabei um die SAR-Klasse 8BW Nr. 1153, die 1903 von der North British Locomotive Company gebaut worden war.